# Mikuláš Berčéni
Mikuláš Berceni (starším slovenským pravopisem Mikuláš Bercsényi; v moderní maďarštině Bercsényi Miklós; 6. prosinec 1665, Tematín – 6. listopad 1725, Tekirdağ, Turecko), byl uherský hrabě, hlavní generál povstaleckých vojsk Františka II. Rákócziho.

## Životopis
Mikuláš Berceni se narodil 6. prosince v roce 1665 na hradě Tematín jako poslední vlastník panství. Studoval na jezuitském kolegiu v Trnavě, na Filozofické fakultě Trnavské univerzity a studia dokončil na dvoře palatína Pavla Esterházyho. Po osvobození Vídně sloužil v císařském vojsku a účastnil se protitureckých bojů. Od roku 1685 byl kapitánem v Šaľe, od roku 1686 kapitánem Segedína a byl povýšen na plukovníka. V letech 1688–1693 působil jako zástupce hlavního kapitána báňských měst a v letech 1696–1697 byl hlavním vojenským komisařem třinácti hornouherských stolic.
S Františkem II. Rákóczim se seznámil díky sousedství jejich majetků. V roce 1698 byl jedním z iniciátorů spiknutí, které hledalo pomoc proti Habsburkům na francouzském královském dvoře Ludvíka XIV. Po odhalení spiknutí a Rákocziho uvězněni uprchl v roce 1701 do Polska. Po Rákócziho útěku z vězení se s vojskem, které doposud v Polsku naverboval připojil k povstání Františka II. Rákócziho. Od začátku povstání používal titul hlavního generála – generalissima. Během povstání plnil více vojensko-organizační úkoly než vojenské záležitosti. Na sněmu v Ónodu byl zvolen za knížecího místodržitele.
V roce 1704 vedl mírovou delegaci kurucû, v letech 1705 až 1707 vedl delegace, které jednaly s ruským carem Petrem I. Zúčastnil se bitvy u Trenčína v roce 1708, kde vykonával poradní úkoly a činnosti, ale nezastával vrcholnou velitelskou funkci. Po útěku z bojiště byl zraněn. V posledních letech povstání vedl diplomatická jednání s Poláky a Rusy. 21. listopadu 1710 odešel do emigrace do Polska. V červnu 1716 odcestoval z Polska do Turecka, kde bojoval na čele kuruckých vojsk v okolí města Oršova. V roce 1720 se připojil k emigrantům okolo Františka II. Rákócziho ve městě Tekirdağ, kde i zemřel.
Byl třikrát ženatý (manželky Kristýna Drugetová, Kristýna Čákyová, Zuzana Köszegiová). Z prvního manželství měl syna Ladislava (1689–1778), který se později stal francouzským maršálem a dceru Zuzanu (1691–1745).